# Горан Јоксимовић
Горан Јоксимовић (Параћин, 15. јун 1964) је српски сценограф. Основну и средњу школу завршио је у Параћину. Завршио је 1990. Факултет примењених уметности, одсек за филмску и ТВ сценографију.
Потписао је сценографију за филмове Срђана Драгојевића, Бобана Скерлића, Дејана Зечевића, Радивоја Андрића, Срдана Голубовића, Срђана Карановића, од којих су многи добили значајна признања на страним фестивалима.
Осим на филму, радио је сценографију за популарну трилер серију Сенке над Балканом.
Радио је сценографију за фестивале попут Беовизије (2004-2009), Песме Евровизије (2008), Будва - Песма Медитерана (2005 - 2010) и отварање Универзијаде 2009. године, као и за многобројне кампање и рекламе.
Добитник је награде за најбољу сценографију 2017. коју му је додијелила српска секција FIPRESCI.

## Сценографија
| Год.       | Назив                            | Улога        |
| ---------- | -------------------------------- | ------------ |
|            |                                  |              |
| 1988.      | Шта радиш вечерас                | сценограф    |
| 1990.      | Цубок                            | сценограф    |
| 1994.      | Два сата квалитетног ТВ програма | сценограф    |
| 1994—1995. | Отворена врата                   | арт директор |
| 1996.      | Гето                             | арт директор |
| 1997.      | До коске                         | сценограф    |
| 1998.      | Купи ми Елиота                   | сценограф    |
| 2000.      | Механизам                        | сценограф    |
| 2001.      | Муње                             | сценограф    |
| 2001.      | Апсолутних сто                   | сценограф    |
| 2003.      | Сјај у очима                     | сценограф    |
| 2004.      | Кад порастем бићу кенгур         | сценограф    |
| 2006.      | Караула                          | сценограф    |
| 2007.      | Клопка                           | сценограф    |
| 2007.      | Тешко је бити фин                | сценограф    |
| 2009.      | Беса (филм)                      | сценограф    |
| 2010.      | На слово, на слово               | сценограф    |
| 2012.      | Најлепша је земља моја           | сценограф    |
| 2013.      | Кругови                          | сценограф    |
| 2014.      | Монтевидео, видимо се!           | сценограф    |
| 2013—2014  | Монтевидео, Бог те видео!        | сценограф    |
| 2016.      | На млечном путу                  | сценограф    |
| 2018—2019  | Погрешан човек                   | сценограф    |
| 2017—2019  | Сенке над Балканом               | сценограф    |
| 2020.      | Отац (филм)                      | сценограф    |
| 2021.      | Дара из Јасеновца                | сценограф    |
| 2021.      | Miss Scarlet and the Duke        | сценограф    |
| 2021.      | Блок 27                          | сценограф    |